# Collège Laval
Le Collège Laval est un établissement d'enseignement secondaire du quartier Saint-Vincent-de-Paul à Laval (Québec, Canada) fondé en 1855 puis dirigé par les Frères maristes à partir de 1888. Autrefois réservé aux garçons, le collège est devenu mixte en 1996.
Le Collège est membre de la Fédération des établissements d'enseignement privés du Québec.
Depuis le 11 juin 2019, l’établissement compte sur son site une ruche d’apiculture.
Le Collège a plusieurs équipes parascolaires faisant partie du programme des Maraudeurs. Badminton, Volleyball, Football, Basketball, Futsal et athlétisme sont quelques exemples des sports que les étudiants de l’établissement pratiquent au niveau parascolaire. Les programmes sportifs des Maraudeurs du Collège Laval se démarquent au niveau régional et provincial depuis quelques années. L’école offre aussi des programmes parascolaires de robotique, de cours de langues, de « drumline » et de danse.
Deux programmes sont offerts aux élèves; « Briller + » et « Bouger + ». Ces deux profils viennent répondre aux besoins de tous les élèves, qu’ils soient plus sportifs où artistiques. Quatre différentes options sont présentées pour les périodes d’art. Il y a les arts plastiques, les arts dramatiques, la musique et la danse.
Parmi les 465 écoles secondaires publiques ou privées du Québec, en 2024, le Collège Laval se classe au 10e rang avec une cote globale de 9,5 sur 10.

## Histoire

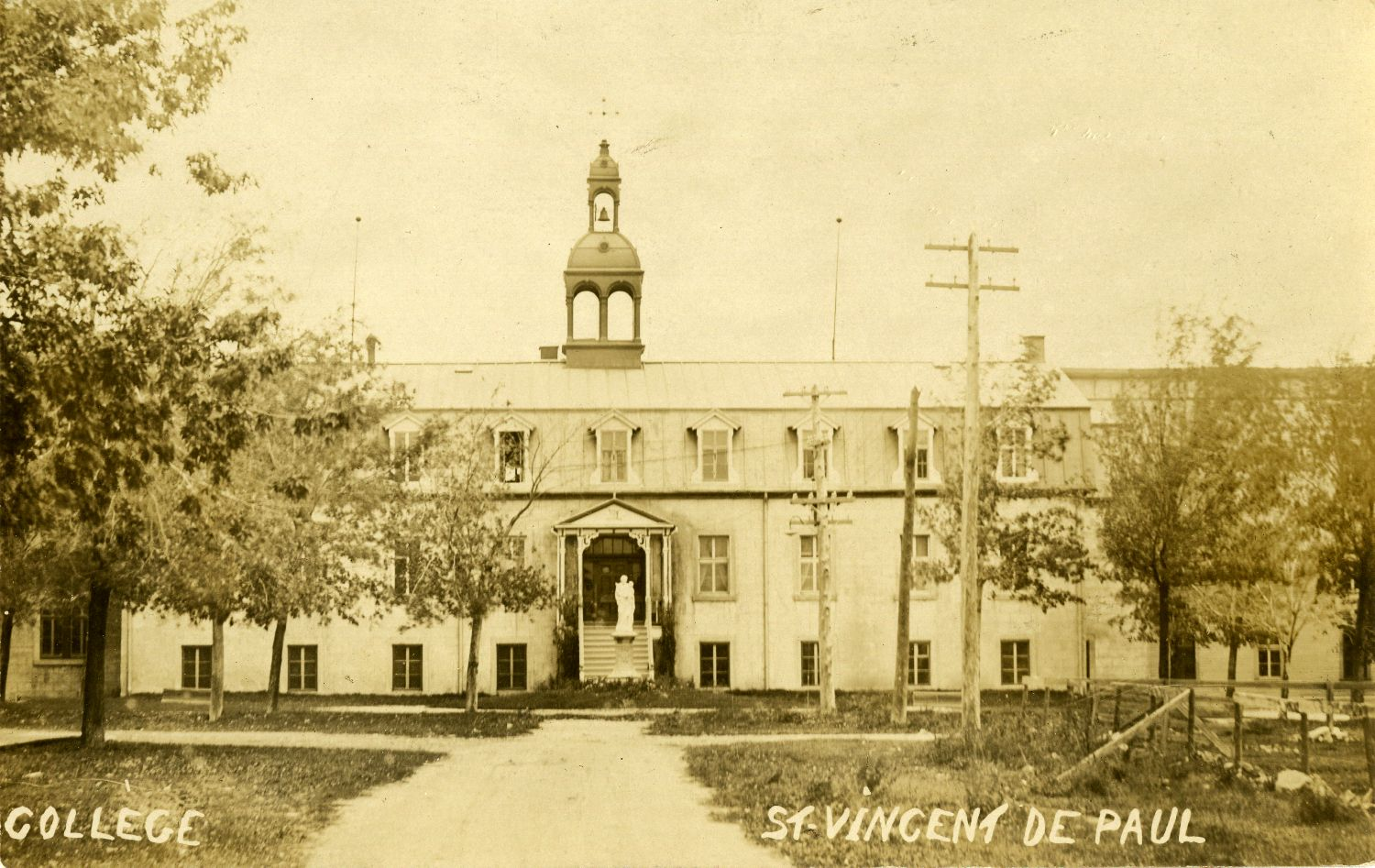
Le collège en 1913

En 1855, le curé de Saint-Vincent-de-Paul, Norbert Lavallée, ainsi que le notaire Césaire Germain, fondent une école appelée « Collège commercial de Laval » à l'intention des garçons de la paroisse. L'école, bientôt connue sous le nom de « Collège Laval », emménage dans un nouvel édifice en 1859. Des prêtres assistés de professeurs laïques assurent l'enseignement jusqu'en 1866, alors que le Collège est confié aux Clercs de Saint-Viateur. Ceux-ci quittent cependant en 1884, semble-t-il après des différends avec la fabrique concernant l'amélioration des bâtiments. L'école reste fermée deux ans, puis rouvre en 1886 avec des professeurs laïques. Cette situation ne satisfait pas le curé Alexis-Henri Coutu, qui demande aux Frères maristes installés à Iberville de prendre en charge son collège. Trois frères arrivent donc en 1888.
En 1895 la propriété du Collège est cédée aux maristes afin qu'ils puissent accueillir des élèves de l'extérieur de la paroisse et ouvrir un pensionnat. Celui-ci accueille ses premiers élèves en 1897 et reste ouvert jusqu'en 1996. À son apogée en 1970 il y avait 470 élèves résidents. Les terrains sont agrandis en 1921, en 1940 et en 1966. Un programme innovateur d'éducation sportive, appelé aujourd'hui sport-études, est établi en 1970. En 1994, devant la diminution importante du nombre de religieux, le Collège est transféré à une corporation majoritairement laïque; le dernier directeur mariste, le frère Richard Roy, quitte en 2006. Les filles sont admises à partir de 1996.
La plus vieille partie du collège est devenue vétuste. La corporation décide de la remplacer et un nouvel édifice moderne est construit entre 2002 et 2004 à un coût dépassant 20 millions de dollars.

## Anciens élèves notoires
- Christian Bégin[11], acteur, réalisateur et animateur de télévision.
- Pierre Bouchard[12], joueur professionnel de hockey sur glace.
- Pierre Bourque, maire de Montréal[13]
- Luc De Larochellière[14], auteur-compositeur-interprète.
- Pierre Deslongchamps, chimiste[13]
- Jean Doré, maire de Montréal[13]
- Serge Fiori, musicien[13]
- André Gazaille, évêque de Nicolet[13]
- Paul Houde, animateur
- Jacques Labrecque, chanteur et folkloriste[13]
- Martin Matte[11], humoriste.
- Jean-Claude Turcotte, archevêque de Montréal[13]
- Gaston Therrien, stratège hockey
- Jean Vermette, honorable improvisateur